# Maison La Synagogue
La maison La Synagogue est une maison médiévale située à Hérisson, dans le département de l'Allier, en France.

## Localisation et appellation
La maison est située dans le centre de la ville au 3, rue de l'Abbé-Aury, rue qui à partir de la rue Gambetta forme, avec la place de la République, un quart de cercle et mène au quai de l'Aumance.
L'appellation traditionnelle locale de La Synagogue ne correspond aucunement à une fonction ancienne de l'édifice. Selon Térence Le Deschault de Monredon, cette désignation pourrait venir d'une occupation protestante du bâtiment pendant les guerres de Religion.

## Description

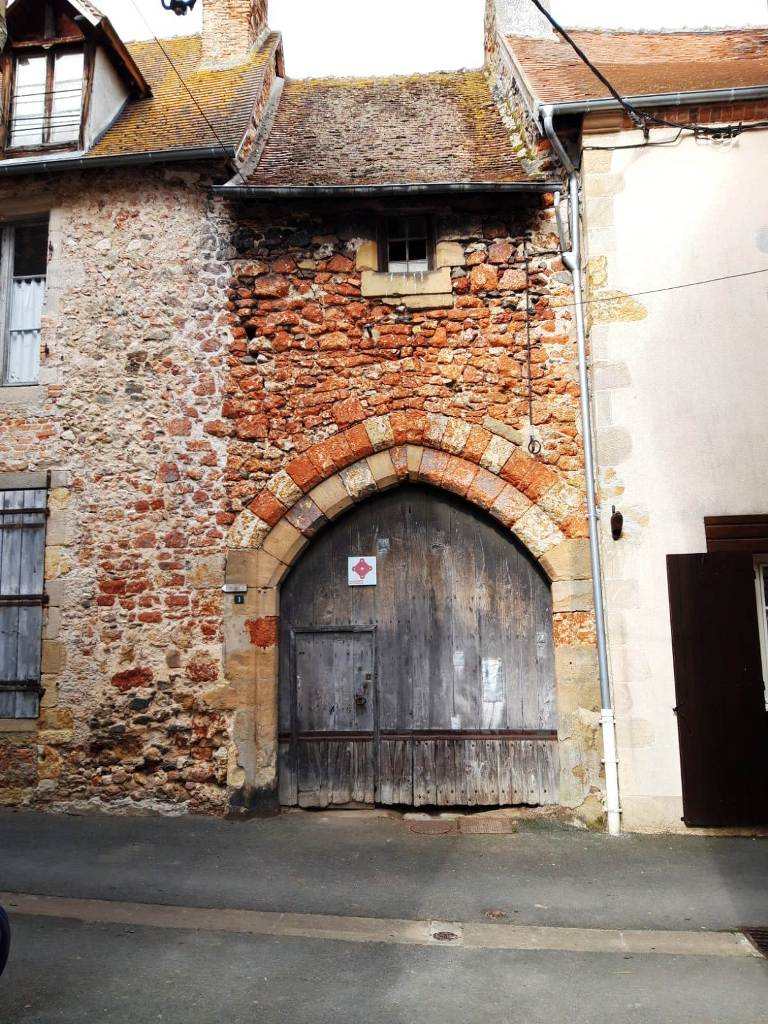
Porche donnant sur la rue. Début XIV.

La maison est bâtie en grès et couverte d'un toit en bâtière. Non visible de l'espace public, elle se trouve dans une cour à laquelle on accède par un porche qui peut être daté du début du XIVe siècle. Le porche présente une double arcature faite de moellons chanfreinés, avec une prédominance de grès rouge ; ce porche s'intègre dans un bâtiment de deux étages.
Les deux éléments qui fondent l'intérêt patrimonial de la maison sont d'une part un exceptionnel décor peint du début du XIVe siècle et d'autre part la charpente d'origine.
La présence de peintures murales a été signalée dès 1889 par Pierre Gélis-Didot et Henri Lafillée. Ces peintures couvrent les pignons nord-ouest et sud-est de la maison au niveau des combles et sont dans un état satisfaisant compte tenu de l'histoire de la demeure. Du côté nord, deux registres se superposent ; celui du bas représente deux cavaliers séparés par une dame qui tient un étendard dans chaque main, tandis que celui du haut porte le combat d'un centaure et d'un hybride mi-humain et mi-dragon. Du côté sud, la partie centrale du pignon était occupée par le sommet de la hotte et le conduit d'une cheminée datant de la même époque que les peintures ; deux petites fenêtres ont été percées de part et d'autre au moment des remaniements ultérieurs et ont fait disparaître une large part du registre inférieur ; au registre supérieur, à gauche du conduit de cheminée, un dragon est très bien conservé.
La charpente conserve des décors héraldiques peints sur les entraits et poinçons des deux fermes maîtresses ainsi que sur les couvre-joints qui subsistent sur certains chevrons ; il reste aussi quelques vestiges des lambris qui s'appuyaient sur les chevrons.
La maison comportait une fenêtre présentant une quadruple arcature en plein cintre ; plus ancienne que la maison actuelle, elle semble dater du milieu du XIIIe siècle et provenir d'un réemploi. Cette fenêtre a été acquise en 1927 par un antiquaire parisien, démontée et exportée aux États-Unis, où elle a pu être repérée en réemploi dans une chapelle de la région de Philadelphie.

## Historique
La maison remonte au début du XIVe siècle, comme le montre la datation dendrochronologique de la charpente. Elle a subi par la suite des modifications importantes : au XVIe siècle, elle a été fortement réduite dans son extension, perdant les deux-tiers de sa superficie du côté nord-ouest. Avant cette transformation, elle comportait une chambre (camera), correspondant à la partie conservée avec ses peintures, et une grande salle d'une superficie double  (aula), disparue. Un peu plus tard, elle a été divisée dans le sens de la hauteur.
On ne connaît pas l'identité de son commanditaire, mais il s'agissait certainement d'un notable fortuné.
En 2020, une famille hérite de la maison, qui était inoccupée depuis une douzaine d'années. Sensibles à l'intérêt patrimonial de ce bâtiment, l'un des plus anciens de la ville, les héritiers décident d'attirer l'attention sur lui et de se consacrer à son étude et à sa sauvegarde. La maison a été acquise à la fin de l'année 2022 par le conseil départemental de l'Allier, qui a passé une convention avec l'association Hérisson 1300 qui organisera des visites à certaines occasions.
La maison a été inscrite dans son intégralité aux Monuments historiques par arrêté du 19 avril 2021.